# Anabate à bec noir
Thripadectes melanorhynchus
Espèce
Synonymes
- Anabates melanorhynchus Tschudi, 1844

Statut de conservation UICN

 LC  : Préoccupation mineure
L’Anabate à bec noir (Thripadectes melanorhynchus) est une espèce d'oiseaux de la famille des Furnariidae. Son aire de répartition se répand à travers la moitié nord des Andes.

## Systématique
L'espèce Thripadectes melanorhynchus a été décrite pour la première fois en 1844 par le naturaliste et explorateur suisse Johann Jakob von Tschudi (1818-1889) sous le protonyme Anabates melanorhynchus.

## Liste des sous-espèces
Selon la classification de référence du Congrès ornithologique international (version 12.1, 2022) :
- sous-espèce Thripadectes melanorhynchus striaticeps (Sclater, PL & Salvin, 1875)
- sous-espèce Thripadectes melanorhynchus melanorhynchus (Tschudi, 1844)

## Publication originale
- J. J. von Tschudi, Untersuchungen über die Fauna Peruana, 1844, 316 p. (OCLC 12186113, DOI 10.5962/BHL.TITLE.60791, lire en ligne).